# Meter pro Sekunde
Meter pro Sekunde (Einheitenzeichen: m/s) ist die abgeleitete Einheit der Geschwindigkeit im SI-Einheitensystem. Ein Objekt, das sich mit einer konstanten Geschwindigkeit von 1 m/s bewegt, legt in einer Sekunde eine Strecke von einem Meter zurück. Die normgerechte Bezeichnung ist „Meter durch Sekunde“, aber in der Umgangssprache ist „pro“ vorherrschend.
Im Straßenverkehr werden Geschwindigkeiten üblicherweise nicht in Meter pro Sekunde, sondern in Kilometer pro Stunde (km/h) angegeben. Der Umrechnungsfaktor von m/s zu km/h beträgt 3,6 (km/h) / (m/s).
{\displaystyle \mathrm {1\,{\frac {m}{s}}={\frac {1}{1000}}\,km\cdot {\frac {1}{{\frac {1}{3600}}\,h}}=3{,}6\,{\frac {km}{h}}} }
Eine leicht zu merkende Regel zum schnellen Umrechnen von m/s zu km/h ist: „Mal vier, minus 10 %“.

## Einige Geschwindigkeiten in m/s
| Fußgänger | 1 m/s           |
| Weltrekord 100-Meter-Lauf (Durchschnittsgeschwindigkeit)                                                                     | 10 m/s          |
| Richtgeschwindigkeit auf deutschen Autobahnen (130 km/h)                                                                     | 36 m/s          |
| Verkehrsflugzeug | 250 m/s         |
| Schallgeschwindigkeit in Luft bei 20 °C                                                                                      | 343 m/s         |
| Fluchtgeschwindigkeit von der Erde                                                                                           | 11 180 m/s      |
| Lichtgeschwindigkeit – nach der Relativitätstheorie die höchste Geschwindigkeit, mit der Information übertragen werden kann. | 299 792 458 m/s |

## Einheit Benz
Das Benz, benannt nach dem deutschen Maschinenbauingenieur Carl Benz, wurde als Bezeichnung für Meter pro Sekunde vorgeschlagen. Obwohl sie als praktische Einheit, vor allem in Deutschland, eine gewisse Unterstützung fand, wurde sie als SI-Einheit der Geschwindigkeit abgelehnt und fand keine breite Verwendung oder Akzeptanz.